# Карецкас Пятрас Йонович
Пятрас Йонович Карецкас (29 листопада 1906, село Науяместє, тепер Паневежиського повіту, Литва — 15 серпня 1971, місто Вільнюс, тепер Литва) — радянський литовський діяч, голова Вільнюського міськвиконкому. Депутат Верховної Ради СРСР 1—3-го скликань (у 1941—1954 роках).

## Життєпис
Член ВКП(б) з 1940 року.
У 1940—1941 роках — на господарській роботі в Шяуляї, заступник голови Шяуляйської міської ради Литовської РСР.
Під час німецько-радянської війни служив у Червоній армії, в 1942—1943 роках — комісар 16-ї стрілецької Литовської дивізії РСЧА. У 1943—1944 роках навчався на курсах при ЦК КП(б) Литви в місті Шуї Івановської області.
У 1944—1945 роках — 1-й секретар Шяуляйського міського комітету КП(б) Литви.
У 1945—1954 роках — голова виконавчого комітету Вільнюської міської ради депутатів трудящих Литовської РСР.
У 1954—1967 роках — начальник Головного управління організованого набору робітників і переселення при Раді міністрів Литовської РСР.
У 1967—1968 роках — заступник голови Державного комітету Ради міністрів Литовської РСР з використання трудових ресурсів.
Помер 15 серпня 1971 року в місті Вільнюсі.

## Нагороди
- орден Вітчизняної війни ІІ ст. (.04.1947)
- орден Трудового Червоного Прапора (1950)
- медалі